# NII Kosmetiki
NII Kosmetiki (НИИ Косметики – w wolnym tłumaczeniu nazwa grupy to Naukowo-Badawczy Instytut Kosmetyki; niekiedy również używana nazwa Институт Косметики – Instytut Kosmetyki) – radziecka i rosyjska grupa rockowa, założona w 1986 roku.

## Historia grupy
Grupa „INSTYTUT Kosmetyki” powstała w 1986 roku z inicjatywy Michaiła „Metodego” Jewsiejenkowego, udzielającego się wcześniej w charakterze wokalisty w punkowych zespołach „Behemot (Бегемот)”, „Złom (Металлолом)”, „Niebezpieczne miejsce” (Опасное место), oraz basisty Aleksieja Duisburga.
Pierwszy koncert „INSTYTUT Kosmetyki” odbył się w mieście Ramienskoje, w obwodzie moskiewskim.
Metody, lider zespołu, w jakiś czas po zawiązaniu się grupy, został deputowanym Sielsowieta, w wiosce Malcziki. Tam też kierował wiejskim domem kultury, gdzie odbywały się próby zespołu.
Zimą 1986 roku w Moskiewskim Instytucie Geologicznym odbył się nielegalny, nocny koncert „Instytutu Kosmetyki”, z udziałem dwóch jeszcze grup – „Czuk i Hek” i „Tępaki (Тупые)”. Zespół został zauważony przez redaktora poczytnego zina „Zombie”, i w kilku następnych numerach „Zombie” pojawiły się różne teksty, poświęcone NII Kosmetiki.
W końcu 1987 roku Mirosław Niemirow, poeta związany ze sceną punkową, zaprosił zespół do Rostowa nad Donem na festiwal rostowskiego Rock klubu. Ostatecznie występ się nie odbył, ponieważ festiwal w ostatniej chwili został zablokowany przez miejskich urzędników.
Do końca 1988 roku grupa funkcjonowała wyłącznie w undergroundzie. Zwiększenie zainteresowania zespołem wiąże się z pojawieniem się „Instytutu Kosmetyki” na festiwalu „Pierwszy zlot punkowców” organizowanym przez Moskiewskie Rok Laboratorium, organizacji promującej rockowe brzmienia. Menadżerem grupy była wówczas Natalia „Kometa” Komarow.
Najpopularniejsze piosenki Instytutu Kosmetyki – „NKWD” (НКВД), „Piosenka o armacie” (Песня про пушку), „Równość płciowa to mit” (Половое равенство – это миф), „Wilkołak-lis”.

## Cytaty
- „O radzieckim post-punku i new-wave mówi się tak rzadko, że czasem dochodzi do prawdziwych kuriozów: i tak na przykład wielu krajowych melomanów po raz pierwszy usłyszało o kultowej grupie „Instytut Kosmetyki” tylko dzięki składance Ariel Pinka przygotowanej dla Fact Magazine”[9] – Jurij Katowskji, 2011.
- Sam Ariel Pink w wywiadzie dla „Paper” przedstawił włączanie utworu „Счастлив как никогда” do swojej kolekcji „FACT Mix 152” w następujący sposób: „Przyniosła mi go przyjaciółka, Piper Kaplan z grupy Puro Instinct – ich bardzo interesują takie rzeczy – i powiedziała, że ten utwór przypomina jej moją muzykę. Nie wiem, jak ona sama weszła w jego posiadanie”[10].